# Antonio di Challant
Antonio di Challant (in francese, Antoine de Challant) (Savoia, 1350 circa – Bulle, 4 settembre 1418) della famiglia Challant.

## Biografia
Figlio di Aimone di Challant, fu cancelliere di Savoia. L'antipapa Benedetto XIII nel concistoro del 9 maggio 1404 lo nominò (pseudo) cardinale diacono di Santa Maria in Via Lata. 
Partecipò al Concilio di Pisa del 1409, al conclave del 1409 che elesse l'antipapa Alessandro V, al conclave del 1410, che elesse l'antipapa Giovanni XXIII e al Concilio di Costanza, che elesse papa Martino V, rientrando così nell'ortodossia.
Fu abate della Sacra di San Michele a partire dal 1411, successivamente al fratello Guglielmo di Challant ebbe questo ruolo negli anni 1391-1408, a causa della rinuncia dell'incarico di Amedeo di Montmayeur.
Il 9 marzo 1412 optò per il titolo cardinalizio di Santa Cecilia.